# Death (bài hát của Melanie Martinez)
" Death " là một bài hát của ca sĩ kiêm nhạc sĩ người Mỹ Melanie Martinez. Đây cũng là đĩa đơn chính trong album phòng thu thứ  của cô, Portals. Bài hát được phát hành dưới dạng đĩa đơn vào ngày 17 tháng 3 năm 2023, thông qua Atlantic Records. Đây cũng là bài hát đầu tiên của cô lọt vào bảng xếp hạng Billboard Hot 100 kể từ năm 2012 và đạt vị trí thứ 95 trên bảng xếp hạng.

## Bối cảnh
Sau hai năm tạm dừng các hoạt động âm nhạc, Martinez bắt đầu lưu trữ tất cả các bài đăng trên Instagram của mình và hé lộ album sắp ra mắt vào ngày 18 tháng 2 năm 2023. Cô cũng đã phát hành một đoạn trích dài mười hai giây không có bản cover trên Spotify. Vào tháng 3 năm 2023, Martinez đã tải lên Instagram một bài đăng có nội dung bí ẩn kèm theo một bức ảnh giới thiệu nhân vật tiên nữ hoặc tiên nữ màu hồng " xuất hiện từ hình dạng con người nằm sấp ". Bài đăng cũng hiển thị một tập hợp lời bài hát, ngày phát hành và tiêu đề của đĩa đơn chính. Bài hát sau đó được phát hành vào ngày 17 tháng 3 năm 2023.

## Video âm nhạc
Video bắt đầu với hình ảnh năm vũ công đeo mặt nạ nhìn vào ngôi mộ của Cry Baby, nơi họ bắt đầu đặt những cái cây xuống. Cry Baby sau đó xuất hiện nằm trong mộ với vết thương hở ở tim. Sau đó một phiên bản Martinez với làn da hồng, nhiều mắt và đôi cánh tiên xuất hiện từ trái tim của Cry Baby và bay lên mặt nước. Trong suốt video, máy quay chuyển sang cảnh các vũ công trên một hòn đảo có ngôi mộ của Cry Baby, và phiên bản Martinez với mái tóc xanh đang hát hoặc biểu diễn các động tác trên chiếc vòng cùng các vũ công, vẫn đang nhảy múa.Sau đó, cô ta đâm chết Cry Baby bằng chín thanh kiếm. Gần cuối phim, Martinez đã xé toạc sợi dây kết nối bản ngã khác của cô, Cry Baby, khi cố gắng trốn thoát khỏi nấm mồ. Khi các vũ công hoàn thành việc chôn Cry Baby, Martinez xuất hiện từ dưới đất và video kết thúc.

## Bảng xếp hạng

### Bảng xếp hạng hàng tuần
| Bảng xếp hạng (2023)              | Vị trí cao nhất |
| --------------------------------- | --------------- |
| Australia Hitseekers (ARIA)       | 12              |
| Thế giới Global 200 (Billboard)   | 161             |
| Ireland (IRMA)                    | 66              |
| New Zealand Hot Singles (RMNZ)    | 7               |
| Anh Quốc (OCC)                    | 67              |
| Hoa Kỳ Billboard Hot 100          | 95              |
| Hoa Kỳ Hot Rock Songs (Billboard) | 9               |

### Bảng xếp hạng cuối năm
| Bảng xếp hạng(2023)                         | Vị trí |
| ------------------------------------------- | ------ |
| US Hot Rock & Alternative Songs (Billboard) | 94     |

## Lịch sử phát hành
| Khu vực       | Ngày                | Định dạng                | Hãng     | Ref.   |
| ------------- | ------------------- | ------------------------ | -------- | ------ |
| Nhiều khu vực | 17 tháng 3 năm 2023 | Tải nhạc phát trực tuyến | Atlantic | [ 17 ] |